# Boris Kitka
Boris Kitka (* 16. srpna 1970) je bývalý slovenský fotbalový obránce a později fotbalový trenér. Trénoval mj. slovenskou reprezentaci do 21 let a byl asistentem trenéra Weisse v FK Kajrat Almaty.

## Fotbalová kariéra
Hrál za Slovan Bratislava, FC Spartak Trnava, FK Inter Bratislava, Baník Prievidza a v Rakousku za SV Ried. Mistr Československa 1992. V československé lize nastoupil v 16 utkáních, ve slovenské lize v 83 utkáních a v rakouské lize nastoupil v 58 utkáních a dal 1 gól. V Poháru vítězů pohárů nastoupil v 5 utkáních.

## Ligová bilance
| Ročník                                   | Zápasy | Góly | Klub              |
| ---------------------------------------- | ------ | ---- | ----------------- |
| 1. československá fotbalová liga 1991/92 | 1      | 0    | Slovan Bratislava |
| 1. československá fotbalová liga 1992/93 | 15     | 0    | Slovan Bratislava |
| 1. slovenská fotbalová liga 1993/94      | 27     | -    | FC Spartak Trnava |
| 1. slovenská fotbalová liga 1994/95      | 20     | -    | Inter Bratislava  |
| 1. slovenská fotbalová liga 1995/96      | 35     | -    | Baník Prievidza   |
| CELKEM 1. československá liga            | 16     | 0    |                   |